# Колинс (Мисури)
Колинс (енгл. Collins) град је у америчкој савезној држави Мисури.

## Демографија
По попису из 2010. године број становника је 159, што је 17 (-9,7%) становника мање него 2000. године.
| Група             | 2000.       | 2010.       |
| Белци             | 170 (96,6%) | 154 (96,9%) |
| Афроамериканци    | 0 (0,0%)    | 0 (0,0%)    |
| Азијати           | 0 (0,0%)    | 0 (0,0%)    |
| Хиспаноамериканци | 3 (1,7%)    | 4 (2,5%)    |
| Укупно            | 176         | 159         |